# Wilderich von Spee
Wilderich August Friedrich Hubert Graf von Spee (* 19. Oktober 1830 in Düsseldorf; † 16. März 1890 in Untermaubach) war ein preußischer Verwaltungsjurist und Landrat des Kreises bzw. ab 1872 Landkreises Düsseldorf.

## Leben und Werdegang
Wilderich Graf von Spee war ein Sohn des Standesherrn Franz Anton Graf von Spee und dessen Ehefrau Sophie, geborene Gräfin von Merveldt. Nach dem Besuch der von seinem Großonkel Johann Wilhelm Freiherr von Mirbach-Harff mitbegründeten Rheinischen Ritterakademie in Bedburg, die er mit Ablegung der Reifeprüfung am 2. August 1851 verließ, studierte er in Würzburg, Bonn, Heidelberg und Berlin Rechtswissenschaften. In Bonn wurde er 1854 Mitglied des Corps Borussia.
Nach der Ablegung des Auskultatorexamens am Berliner Kammergericht (21. September 1855) wechselte er zur weiteren Ausbildung zum 28. November desselben Jahres an das Kreisgericht Berlin und von dort an die Gerichtskommission Charlottenburg. Mit der Referendarprüfung am 15. Dezember 1857 trat Wilderich Graf von Spee dann in den Preußischen Verwaltungsdienst über, in dem er unter Ernennung zum Regierungsreferendar (15. Februar 1858) bei der Königlich Preußischen Regierung in Frankfurt/Oder und ab 5. Oktober 1860 in Düsseldorf Beschäftigung fand.
In der Nachfolge seines älteren Bruders August Graf von Spee, der dieses Amt vom 25. Juli 1863 bis zum 14. März 1864 auftragsweise versehen hatte, übernahm Wilderich Graf von Spee mit dem 14. März 1864 die Verwaltung des Kreis Düsseldorf. Vorausgegangen war die definitive Ernennung mittels Allerhöchster Kabinettsorder vom 13. Februar 1864. Von Spee wurde zum 31. Dezember 1873 in den einstweiligen Ruhestand versetzt. 1874 erwarb er Burg Untermaubach, auf die er sich mit seiner Familie zurückzog. Mit dem Besitz dieses landtagsfähigen Gutes war er für den Stand der Ritterschaft wahlberechtigt für den Provinziallandtag der Rheinprovinz. Er wurde zunächst von 1877 bis 1832 als stellvertretender Abgeordneter gewählt (und nahm 1881 als Stellvertreter am Landtag teil) und war dann ab 1883 gewählter Abgeordneter. Politisch vertrat er ultramontane Positionen. 1872 wurde er mit dem Kronenorden 4. Klasse mit dem roten Kreuz auf weißem Feld am Erinnerungsband ausgezeichnet.

## Familie
Der Katholik Wilderich Graf von Spee heiratete am 25. Juli 1865 auf Schloss Harff Antonia, geborenen Freiin von Mirbach (geboren 5. Juni 1846 Grevenbroich; gestorben 18. April 1921 in Untermaubach), eine Tochter des Grevenbroicher Landrats Richard von Vorst-Gudenau und dessen Ehefrau Julie, geborene Gräfin von Hoyos-Sprinzenstein. Das Ehepaar hatte folgende Kinder:
- Maria Rudolfine (* 1873), als Schwester Rudolfine beim Roten Kreuz
- Josef (1876–1941), war von 1916 bis 1933 Landrat des Kreis Schleiden
- Paula (* 1879), unter dem Namen Antonia im Kloster vom Armen Kinde Jesu
- Friedrich, war von 1920 bis 1945 Landrat des Restkreises Merzig-Wadern